# Jean & Marcos
Jean & Marcos foi uma dupla sertaneja brasileira de irmãos órfãos formada em 1990 por Jean Carlo de Queiroz Galeano e Marcos Paulo de Queiroz Galeano.
Viviam em um orfanato, chamado Lar Irmão José na cidade de Itapevi. Foram apadrinhados pelo apresentador Gugu Liberato naquele mesmo ano. Foi descoberto seu talento para a música, e em poucos meses fizeram shows pelo Brasil e participaram de programas de televisão, em especial o Sabadão Sertanejo, apresentado por Gugu.
Gravaram 5 discos/CDs: 
- Disco 1 Órfãos do Mundo Produzido por Michael Sullivan e lançado por Sony Music
- Disco 2 Jean e Marcos Produzido por Juvenal de Oliveira e lançado por Sony Music
- Disco 3 Jean e Marcos Produzido por Nill Bernardes e lancado por RGE
- Disco 4 Jean e Marcos Produzido por Pinochio e lançado por RGE
- Disco 5 Jean e Marcos Festa Country e Vanerão e Produzido por Jean Carlo e Sillas da Guitarra e lançado por Jean e Marcos e Brasil Resultados 
Fizeram parte do elenco de artistas contratados pela produtora paulista Promoart, juntamente com o cantor Marcelo Augusto e as bandas Dominó, Polegar e Banana Split.

## Carreira
O maior sucesso da carreira da dupla foi "Tô Morrendo de Saudade", gravado em seu primeiro álbum. Também regravaram alguns singles, tais como "Medo da Chuva", de Raul Seixas.
Ao todo, Jean & Marcos gravaram cinco álbuns.

## Curiosidades
Em um certo ano, no programa Sabadão exibido na véspera do Dia dos Pais, Jean & Marcos presentearam Gugu, que respondeu não ser pai deles, apesar de ser considerado padrinho.

## Do estrelato ao anonimato
A dupla durou apenas 11 anos, de 1991 a 2002 Após isso, a dupla foi relegada ao ostracismo pela mídia brasileira.
A dupla decidiu voltar aos palcos em 2017. Hoje, Jean trabalha como segurança de loja aos sábados e em uma distribuidora de acessórios para celular em São Paulo, e Marcos trabalha em uma loja de ferragens e material de construção, também em São Paulo.